# El Guerrara
El Guerrara (în arabă القرارة) este o comună din provincia Ghardaïa, Algeria.
Populația comunei este de 59.514 locuitori (2008).